# Сабановський
Сабановський (рос. Сабановский) — селище у Верхньоуральському районі Челябінської області Російської Федерації.
Входить до складу муніципального утворення Спаське сільське поселення. Населення становить 94 особи (2010).

## Історія
Від 4 листопада 1926 року належить до Верхньоуральського району Челябінської області.
Згідно із законом від 24 червня 2004 року органом місцевого самоврядування є Спаське сільське поселення.

## Населення
| 1900 | 1926 | 1954 | 1970 | 1983 | 1995 | 2002 |
| ---- | ---- | ---- | ---- | ---- | ---- | ---- |
| 88   | ↗304 | ↘96  | ↘95  | ↗110 | ↘95  | ↗110 |
| 2010 |      |      |      |      |      |      |
| ↘94  |      |      |      |      |      |      |